# Distretto di Marco
Il distretto di Marco è uno dei trentaquattro distretti della provincia di Jauja, in Perù. Si trova nella regione di Junín e si estende su una superficie di 28,8  chilometri quadrati.